# Essential Killing
Essential Killing – film psychologiczny z 2010 roku w reżyserii Jerzego Skolimowskiego, zrealizowany w koprodukcji polsko-norwesko-irlandzko-węgierskiej. Zdjęcia powstawały w Izraelu, Norwegii i Polsce.
Główne role w obrazie odegrali Vincent Gallo i Emmanuelle Seigner. Autorem zdjęć był Adam Sikora, współpracujący już wcześniej z Jerzym Skolimowskim przy Czterech nocach z Anną, muzykę skomponował Paweł Mykietyn, a za montaż odpowiadali Réka Lemhényi oraz Maciej Pawliński.
Essential Killing zostało docenione na wielu międzynarodowych festiwalach filmowych, m.in. w Wenecji, Mar Del Plata czy Gdyni. Film zdobył nagrody Polskiej Akademii Filmowej w najważniejszych kategoriach, a także otrzymał nominację do Europejskiej Nagrody Filmowej za najlepsze zdjęcia.

## Fabuła
Mohammed zabija trzech amerykańskich żołnierzy prowadzących patrol w bliżej nieokreślonym kraju arabskim. Wkrótce potem zostaje schwytany i przewieziony do jednej z tajnych baz CIA w Polsce. Podczas transportu więźnia nadarza się okazja do ucieczki, z której Mohammed korzysta.

## Obsada
- Vincent Gallo jako Mohammed

W filmie nie pada imię głównego bohatera (zostaje ujawnione dopiero w napisach końcowych), nie wypowiada on ani jednego słowa. Jest najprawdopodobniej arabskim terrorystą, jednak, jak powiedział sam Skolimowski, możliwe, że „był on jedynie niewłaściwą osobą, w niewłaściwym miejscu”. Reżyser wpadł na obsadzenie Gallo w głównej roli podczas pokazu filmu Tetro Francisa Forda Coppoli w Cannes. „Patrzę, idzie naprzeciw mnie, i po raz pierwszy zwróciłem uwagę na to, że ma coś animalistycznego w ruchach” – mówił. Aby odpowiednio przygotować się do roli, aktor przed rozpoczęciem zdjęć musiał zapuścić kilkunastocentymetrową brodę. Po premierze Skolimowski przyznał, że praca z Gallo była momentami bardzo uciążliwa, ale dodał, że „rezultat okazał się tak wspaniały, że te wszystkie problemy dziś wydają się być tego warte”.
- Emmanuelle Seigner jako Margaret

Imię bohaterki granej przez Seigner również pojawia się dopiero w napisach końcowych. Jest głuchoniemą polską chłopką, udziela pomocy Mohammedowi, gdy ten zjawia się ranny w jej domu. Seigner określiła swoją rolę jako niewielką, ale bardzo intensywną i piękną. Z kolei Skolimowski powiedział: „Od zawsze chciałem zrobić film razem z Emmanuelle. Nie kręciłem przez 17 lat, więc gdy tylko nadarzyła się szansa, chwyciłem ją”.
- Dariusz Juzyszyn jako drwal

Juzyszyn musiał stawić się na planie przed rozpoczęciem zdjęć, aby charakteryzator wykonał odlew jego głowy. Ta zostaje obcięta drwalowi w akcji filmu.
- Klaudia Kąca jako kobieta na rowerze
- David L. Price jako oficer przesłuchujący
- Stig Frode Henriksen jako pilot helikoptera
- Nicolai Cleve Broch jako pilot helikoptera
- Phillip Goss jako lekarz wojskowy
- Zach Cohen jako dostawca
- Iftach Ophir jako dostawca

## Produkcja
Praca na planie rozpoczęła się 3 stycznia i zakończyła się w lutym 2010 roku. Część scen osadzonych w filmie w jednym z krajów wschodnioeuropejskich kręcona była w Norwegii. Reżyser tłumaczył, że nie mógł zdecydować się na realizację tych sekwencji w Polsce ze względu na panującą w tym kraju kapryśną pogodę. Dodał, iż Norwegia była gwarancją sporej ilości śniegu.

### Ścieżka dźwiękowa
Początkowo reżyser zakładał, że film będzie oparty jedynie na naturalnych dźwiękach i nie pojawi się w nim żadna muzyka. Jednak później zmienił zdanie. „Gdy zmontowałem film, uznałem, że pewne sceny warto podbić dźwiękiem. Próbowałem podkładać pod obraz utwory różnych kompozytorów. Najlepiej wypadał Henryk Mikołaj Górecki. Jednak nie o to mi chodziło. Kompozycje Góreckiego, mimo że oszczędne, brzmią jak muzyka przez duże M. Szukałem dalej. Pomyślałem o Mykietynie: że może uda nam się znaleźć coś, co nie byłoby muzyką przez duże M, lecz dźwiękami muzycznymi zbliżonymi do naturalnych. Wyposażony w taki klucz, Mykietyn przystąpił do pracy. To był strzał w dziesiątkę” – mówił Skolimowski.
Ponadto w filmie zostały wykorzystane kompozycje Nie toleruję – biję oraz Y dopatrzenia zespołu Moja Adrenalina. Okoliczności współpracy z twórcami Essential Killing wspominał później Rafał Modliński, gitarzysta grupy: „Jerzy Skolimowski, tak jak i my, jest z gatunku tych bezkompromisowych w kwestiach realizacji swoich estetycznych wizji. Chciał mieć w jednej scenie krańcowy gitarowy zgiełk, więc odrzucał wszystko, co nim w jego odczuciu nie było. W końcu film był prawie gotowy, a satysfakcjonującego zgiełku do ważnej sceny ani widu ani słychu. Traf chciał, że mama naszego perkusisty Karola zna Ewę – żonę Pana Jerzego. Ewa opowiedziała jej o problemie ze skończeniem filmu i spytała, czy zna kogoś od naprawdę ekstremalnej muzyki, na co padła szybka odpowiedź: «Mój syn Karol gra najmocniejszą i najhałaśliwszą muzykę, jaką znam». Dwa dni później decyzja była podjęta, a Pan Jerzy oraz Paweł Mykietyn, kompozytor reszty muzyki, bardzo usatysfakcjonowani”.

### Wydania DVD
W Polsce premiera wydania Essential Killing na DVD miała miejsce 17 marca 2011 roku. W Stanach Zjednoczonych obraz trafił na sklepowe półki 24 stycznia 2012.

## Odbiór

### Media
Film został ciepło przyjęty przez międzynarodową prasę. Według specjalistycznego serwisu Rotten Tomatoes Essential Killing zebrało 83% pozytywnych opinii (na podstawie 30 recenzji).
W polskich mediach Essential Killing również zbierało głównie pochlebne recenzje. Przychylną opinię na temat filmu wyraził Tadeusz Sobolewski, który w swej recenzji dla „Gazety Wyborczej” pisał: „Essential Killing to film całkowicie wyprany z nienawiści. Nie pasują do niego żadne ideologiczne, ani religijne hasła, które dzielą ludzi i wywołują społeczną nienawiść. Ucieczka, którą oglądamy, i której siłą rzeczy sekundujemy, jest aktem niemożliwym. Nie zobaczymy jej rezultatu – tylko biel śniegu. Ale właśnie to, co niemożliwe, imponuje. (...) Ciekawy także jest status tego filmu: niszowy, a równocześnie pełen rozmachu, jak z kina akcji, prosty i zarazem enigmatyczny”.
Skolimowski przez część krytyków oskarżany był jednak o ingerowanie w sprawy polityczne, ponieważ w jego filmie pojawia się wątek tajnych więzień CIA w Polsce. Sam reżyser odcinał się jednak od zarzutów i stwierdził, że „na temat istnienia owych więzień nie ma żadnego zdania, ponieważ w świetle jego filmu to nie jest w ogóle istotne”.

### Festiwale i nagrody
Na 67. Międzynarodowym Festiwalu Filmowym w Wenecji reżyser Jerzy Skolimowski otrzymał za film Wielką Nagrodę Jury, zaś odtwórcy głównej roli, Vincentowi Gallo, przyznano Puchar Volpiego dla najlepszego aktora. Obie nagrody odebrał jednak Skolimowski, bo Gallo nie pojawił się na gali zamykającej festiwal. Reżyser wspominał później: „Wiedziałem już, że mam dostać dwie nagrody, Tarantino czyta: «Nagroda dla najlepszego aktora Vincenta Gallo». Chwila ciszy, nie ma Gallo, wchodzę więc na scenę, biorę mikrofon i mówię: «Vincent, to jest dobry moment, wychodź». Bo wiadomo było, że on jest w Wenecji. Ludzie się śmieją, biją brawo. Brnę dalej: «Z całą pewnością chciałeś podziękować swojemu reżyserowi Jerzemu Skolimowskiemu, a także scenarzyście Jerzemu Skolimowskiemu, który napisał ci tak świetną rolę, oraz producentowi Jerzemu Skolimowskiemu, który załatwił ci tę godziwą gażę». Ryk śmiechu. A Vincent siedzi w pokoju hotelowym, patrzy na to w telewizji i chyba z wściekłości gryzie prześcieradło”.
Obraz otrzymał cztery Orły w 2011 roku, zdobył główne laury podczas 36. Festiwalu Polskich Filmów Fabularnych w Gdyni, a także zdobył nominację do Europejskiej Nagrody Filmowej.
Essential Killing pokazywany był również m.in. podczas MFF w Toronto, MFF w Londynie oraz MFF w Tokio.
Lista najważniejszych zdobytych nagród i nominacji:
- 67. Międzynarodowy Festiwal Filmowy w Wenecji[20]
  - Wielka Nagroda Jury
  - Puchar Volpiego dla najlepszego aktora: Vincent Gallo
  - Nagroda CinemAvvenire dla najlepszego filmu konkursowego

- 25. Międzynarodowy Festiwal Filmowy w Mar del Plata[21]
  - Astor de Oro za najlepszy film
  - Astor de Plata dla najlepszego aktora: Vincent Gallo
  - Nagroda ACCA (Argentine Film Reviewers Association – Stowarzyszenie Argentyńskich Krytyków Filmowych) dla najlepszego filmu konkursowego

- 13. ceremonia wręczenia Orłów[22][23]
  - Orzeł za najlepszy film
  - Orzeł za reżyserię: Jerzy Skolimowski
  - Orzeł za muzykę: Paweł Mykietyn
  - Orzeł za montaż: Réka Lemhényi oraz Maciej Pawliński

- 36. Festiwal Polskich Filmów Fabularnych w Gdyni[24]
  - Złote Lwy za najlepszy film
  - Najlepsza reżyseria: Jerzy Skolimowski
  - Najlepsze zdjęcia: Adam Sikora
  - Najlepsza muzyka: Paweł Mykietyn
  - Najlepszy montaż: Réka Lemhényi oraz Maciej Pawliński

- 11. Sopot Film Festival[25]
  - Grand Prix

- 24. ceremonia wręczenia Europejskich Nagród Filmowych[26]
  - Najlepsze zdjęcia: Adam Sikora (nominacja)

- Złote Kaczki 2011[27]
  - Najlepszy film: Jerzy Skolimowski (nominacja)
  - Najlepsza aktorka: Emmanuelle Seigner (nominacja)
  - Najlepszy aktor: Vincent Gallo (nominacja)
  - Najlepszy scenariusz: Jerzy Skolimowski, Ewa Piaskowska (nominacja)
  - Najlepsze zdjęcia: Adam Sikora (nominacja)

### Box office
Film przez dwa weekendy figurował w pierwszej dziesiątce polskiego box office’u. W pierwszych dniach wyświetlania (22.10.2010 – 24.10.2010) obraz zgromadził 14 891 widzów (10. miejsce), zaś w drugi weekend (29.10.2010 – 31.10.2010) film w kinach obejrzało 11 350 osób (9. miejsce).